# Inno della Repubblica Socialista Sovietica Estone
L'Inno della RSS Estone (in estone Eesti Nõukogude Sotsialistliku Vabariigi hümn) fu l'inno della Repubblica Socialista Sovietica di Estonia. La musica venne composta da Gustav Ernesaks, ed il testo venne scritto da Johannes Semper. L'inno estone e quello carelo-finlandese sono gli unici due inni sovietici che non menzionano il popolo russo. L'inno venne adottato dal 1945 al 1991, con la modifica della terza stanza dell'inno nel 1956 per cancellare ogni riferimento a Stalin.

## Testo

### Versione originale
| Estone | Cirillico estone | Trascrizione AFI | Traduzione |
| Jää kestma, Kalevite kange rahvas, ja seisa kaljuna, me kodumaa! Ei vaibund kannatustes sinu vahvus, end läbi sajanditest murdsid sa ja tõusid töötajate vabaks maaks, et päikene su päevadesse paista saaks. Nüüd huuga, tehas, vili, nurmel vooga, sirp, lõika, alasile, haamer, löö! Nõukogu elu, tuksu võimsa hooga, too õnne rahvale, me tubli töö! Me Liidu rahvaste ja riike seas sa, Eesti, sammu esimeste kindlas reas! Kui kants-nii seisavad su kodurannad, su ees vaid lainetavad laiad veed. Sa kõrgel Leninlikku lippu kannad suur Stalin juhtimas su tõusuteed. Käi kindlalt, saatmas sind su õnneteel me võitlusvaim ja kohkumatu mehemeel! | Я̈ӓ кэстма, Калэвітэ кангэ рахвас, я сэйса калюна, мэ кодумаа! Эй вайбунд каннатустэс сіну вахвус, энд лӓбі саяндітэст мурдсід са. Я тыўсід тӧӧтаятэ вабакс маакс, эт пӓйкэнэ су пӓэвадэссэ пайста саакс. Нӱӱд хуўга, тэхас, вілі, нурмэл воога, сірп, лыйка, аласілэ, хаамэр, лӧӧ! Ныўкогу элу, туксу выймса хоога, тоо ыннэ рахвалэ, мэ тублі тӧӧ! Мэ Лійду рахвастэ я рійкэ сэас са, Ээсті, самму эсімэстэ кіндлас рэас! Куй канц-ній сэйсавад су кодураннад, су ээс вайд лайнэтавад лайад вээд. Са кыргэл Лэнінлікку ліппу каннад суур Сталін юхтімас су тыўсутээд. Кӓй кіндлалт, саатмас сінд су ыннэтээл мэ выйтлусвайм я кохкумату мэхэмээл! | [jæ̈ː kestmɑ̝ ǀ kɑ̝leʋite̞ kɑ̝ŋk̬e̞ rɑ̝hʋɑ̝s] [jɑ̽ sei̯sɑ̝ kɑ̝lju̟nɑ̝ ǀ me̞ kot̬umɑ̝ː] [ei̯ ʋɑ̽i̯p̬unt̬ kɑ̝nːɑ̝tustes sinu ʋɑ̝hʋus] [ent̬ læ̈p̬i sɑ̽jɑ̽nt̬itest murt̬sit̬ sɑ̝] [jɑ̽ tɤu̯sit̬ tøːtɑ̽jɑ̽te̞ ʋɑ̝p̬ɑ̝ks mɑ̝ːks] [et pæ̈i̯kene̞ su pæ̈e̯ʋɑ̝t̬esːe̞ pɑ̽i̯stɑ̝ sɑ̝ːks] [nÿːt̬ huːk̬ɑ̝ teɦɑ̝s ʋili nurmel ʋoːk̬ɑ̝] [sirp lɤi̯kɑ̝ ɑ̝lɑ̝sile hɑ̝ːmer løː] [nɤu̯kok̬u elu ǀ tuksu ʋɤi̯msɑ̝ hoːk̬ɑ̝] [toː ɤnːe̞ rɑ̝hʋɑ̝le̞ ǀ me̞ tup̬li tøː] [me̞ liːt̬u rɑ̝hʋɑ̝ste̞ jɑ̽ riːke̞ seɑ̝̯s] [sɑ̝ eːsti ǀ sɑ̝mːu esimeste̞ kint̬lɑ̝s reɑ̝̯s] [ku̟i̯ kɑ̝ntsniː sei̯sɑ̝ʋɑ̝t̬ su kot̬urɑ̝nːɑ̝t̬] [su eːs ʋɑ̽i̯t̬ lɑ̽i̯netɑ̝ʋɑ̝t̬ lɑ̽i̯ɑ̽t̬ ʋeːt̬] [sɑ̝ kɤrk̬el leninlikːu lipːu kɑ̝nːɑ̝t̬] [suːr stɑ̝lin ju̟htimɑ̝s su tɤu̯suteːt̬] [kæ̈i̯ kint̬lɑ̝lt ǀ sɑ̝ːtmɑ̝s sint̬ su ɤnːeteːl] [me̞ ʋɤi̯tlusʋɑ̽i̯m jɑ̽ koxkumɑ̝tu mehemeːl] | Resiste, il popolo coraggioso di Kalev, E sta in piedi come una pietra, la nostra terra natia! Il tuo coraggio non diminuì nelle sofferenze, e continuò nei secoli, Ne derivò un paese socialista fiorente, Il caldo sole splenderà nei tuoi giorni. Oh! il granturco cresca possente! Si mieta col falcetto e si costruisca in fabbrica con il martello! Ognuno possa essere felice nel paese dei soviet Il lavoro persistente ci porterà alla felicità C'è uno scopo per te nell'Unione fraterna Estonia, avanza di pari passo con le tue sorelle. Possano le tue spiagge diventare una fortezza, La furia delle acque rimane davanti a te e non ti raggiunge, Tu porti lo stendardo di Lenin, E il grande Stalin ti guida nella tua ascesa, Cammina sempre con il nostro spirito combattivo, E possa il coraggioso spirito virile guidarti |

### Versione post-stalinista
| Estone | Cirillico estone | Trascrizione AFI | Traduzione |
| Jää kestma, Kalevite kange rahvas, ja seisa kaljuna, me kodumaa! Ei vaibund kannatustes sinu vahvus, end läbi sajanditest murdsid sa ja tõusid õitsvaks sotsialismimaaks, et päikene su päevadesse paista saaks. Nüüd huuga, tehas, vili, nurmel vooga, sirp, lõika, alasile, haamer, löö! Nõukogu elu, tuksu võimsa hooga, too õnne rahvale, me tubli töö! Me Liidu rahvaste ja riike seas sa, Eesti, sammu esimeste kindlas reas! Sa kõrgel Leninlikku lippu kannad ja julgelt kommunismi rada käid. Partei me sammudele suuna annab ja võidult võitudele viib ta meid. Ta kindlal juhtimisel kasva sa ja tugevaks ning kauniks saa, me kodumaa! | Я̈ӓ кэстма, Калэвітэ кангэ рахвас, я сэйса калюна, мэ кодумаа! Эй вайбунд каннатустэс сіну вахвус, энд лӓбі саяндітэст мурдсід са. я тыўсід ыйцвакс соціалісмімаакс, эт пӓйкэнэ су пӓэвадэссэ пайста саакс. Нӱӱд хуўга, тэхас, вілі, нурмэл воога, сірп, лыйка, аласілэ, хаамэр, лӧӧ! Ныўкогу элу, туксу выймса хоога, тоо ыннэ рахвалэ, мэ тублі тӧӧ! Мэ Лійду рахвастэ я рійкэ сэас са, Ээсті, самму эсімэстэ кіндлас рэас! Са кыргэл Лэнінлікку ліппу каннад я юлгэлт коммунісмі рада кӓйд. Партэй мэ саммудэлэ суўна аннаб я выйдулт выйтудэлэ війб та мэйд. Та кіндлал юхтімісэл касва са я тугэвакс нінг каўнікс саа, мэ кодумаа! | [jæ̈ː kestmɑ̝ ǀ kɑ̝leʋite̞ kɑ̝ŋk̬e̞ rɑ̝hʋɑ̝s] [jɑ̽ sei̯sɑ̝ kɑ̝lju̟nɑ̝ ǀ me̞ kot̬umɑ̝ː] [ei̯ ʋɑ̽i̯p̬unt̬ kɑ̝nːɑ̝tustes sinu ʋɑ̝hʋus] [ent̬ læ̈p̬i sɑ̽jɑ̽nt̬itest murt̬sit̬ sɑ̝] [jɑ̽ tɤu̯sit̬ ɤi̯tsʋɑ̝ks sotsiɑ̝̯lismimɑ̝ːks] [et pæ̈i̯kene̞ su pæ̈e̯ʋɑ̝t̬esːe̞ pɑ̽i̯stɑ̝ sɑ̝ːks] [nÿːt̬ huːk̬ɑ̝ teɦɑ̝s ʋili nurmel ʋoːk̬ɑ̝] [sirp lɤi̯kɑ̝ ɑ̝lɑ̝sile hɑ̝ːmer løː] [nɤu̯kok̬u elu ǀ tuksu ʋɤi̯msɑ̝ hoːk̬ɑ̝] [toː ɤnːe̞ rɑ̝hʋɑ̝le̞ ǀ me̞ tup̬li tøː] [me̞ liːt̬u rɑ̝hʋɑ̝ste̞ jɑ̽ riːke̞ seɑ̝̯s] [sɑ̝ eːsti ǀ sɑ̝mːu esimeste̞ kint̬lɑ̝s reɑ̝̯s] [sɑ̝ kɤrk̬el leninlikːu lipːu kɑ̝nːɑ̝t̬] [jɑ̽ ju̟lk̬elt komːunismi rɑ̝t̬ɑ̝ kæ̈i̯t̬] [pɑ̝rtei̯ me̞ sɑmːut̬ele̞ suːnɑ̝ ɑ̝nːɑ̝p̬] [jɑ̽ ʋɤi̯t̬ult ʋɤi̯tut̬ele̞ ʋiːp̬ tɑ̝ mei̯t̬] [tɑ̝ kint̬lɑ̝l juhtimisel kɑ̝sʋɑ̝ sɑ̝] [jɑ̽ tuk̬eʋɑ̝ks niŋk̬ kɑ̝u̯niks sɑ̝ː ǀ me̞ kot̬umɑ̝ː] | Resiste, il popolo coraggioso di Kalev, E sta in piedi come una pietra, la nostra terra natia! Il tuo coraggio non diminuì nelle sofferenze, e continuò nei secoli, Ne derivò un paese socialista fiorente, Il caldo sole splenderà nei tuoi giorni. Oh! il granturco cresca possente! Si mieta col falcetto e si costruisca in fabbrica con il martello! Ognuno possa essere felice nel paese dei soviet Il lavoro persistente ci porterà alla felicità C'è uno scopo per te nell'Unione fraterna Estonia, avanza di pari passo con le tue sorelle. Stai portando alta la bandiera del sacro Lenin, Stai andando avanti con il tuo glorioso passo. Il nostro partito è sempre con te Ti conduce nelle grandi vittorie Cresca, la nostra terra, in modo grandioso. Ogni giorno diventi più bella e più forte. |